# Godthul
Godthul (norwegisch für Guter Kessel) ist eine 1,5 km tiefe Bucht an der Nordküste Südgeorgiens im Südatlantik. Sie liegt dort zwischen dem Kap George und dem Long Point.
Der Name der Bucht, deren Benennung wahrscheinlich auf norwegische Robbenjäger und Walfänger zurückgeht, ist seit dem Zeitraum zwischen 1905 und 1912 etabliert.
Die norwegische Bryde & Dahls Hvalfangerselskab betrieb in der Bucht von 1908 bis 1917 sowie von 1922 bis 1929 eine schwimmende Fabrik zur Walverarbeitung. Als Basis an Land wurden lediglich ein Gebäude und einige Lagertanks errichtet.